# Poêle à lièvre
Une poêle à lièvre (allemand : Hasenpfanne également appelée Hasenbratenpfanne, francique oriental Hosnpfanna ou Hosnbrodnpfanna) est un récipient de cuisson des lièvres qui était utilisé dans les régions germanophones (notamment en Bavière) jusqu'au XXe siècle.
Les poêles à lièvre ont souvent la forme d'un Y ou d'un ypsilon, pour y disposer au mieux un lièvre placé sur le dos, ses pattes arrière occupant les deux branches du Y. Ils comportent un couvercle, de même forme et matériau, pour une cuisson uniforme ; certains sont plats et peuvent être couverts de braise pour augmenter et répartir la chaleur.
Le pain de viande était également préparé dans ces poêles, d'où vient sans doute le nom de "faux lièvre". On peut lire dans des livres de cuisine du XIXe sièclee siècle : "... forme un lièvre à partir de la carcasse, ... on le met lentement dans la poêle à lièvre".

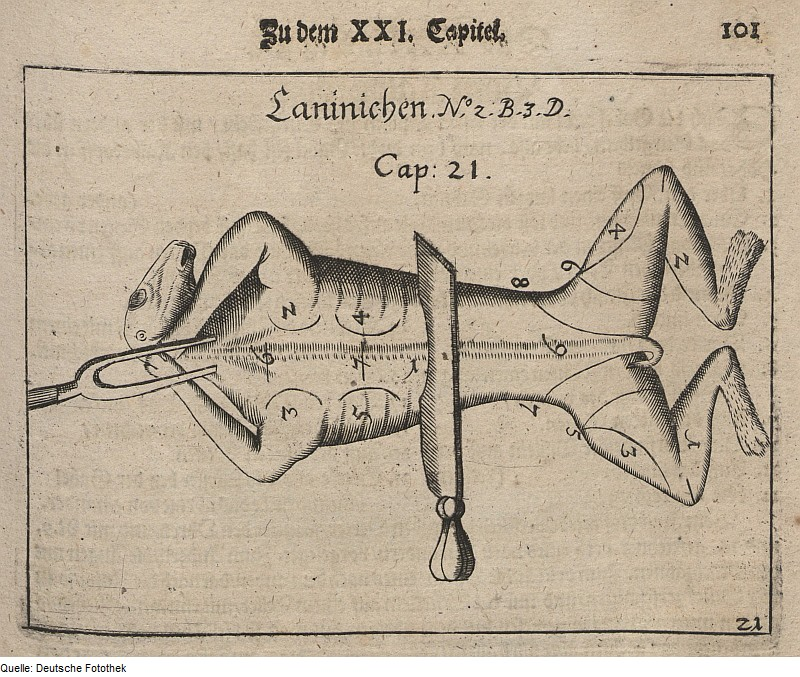
Lapin avec lignes de découpe, 1657
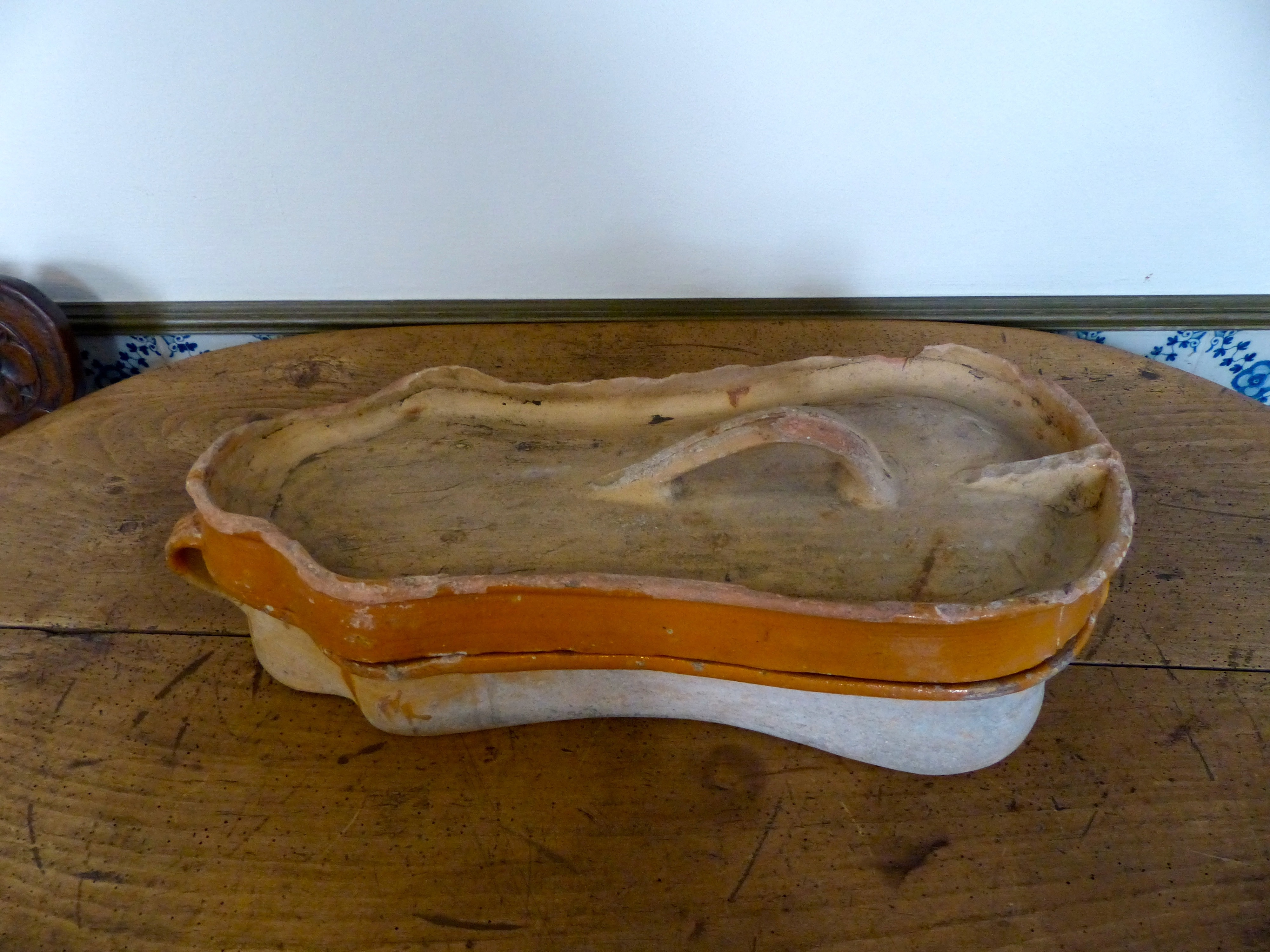
Poêle à lièvre conservé au musée Couven. De la braise pouvait être placée sur le couvercle.
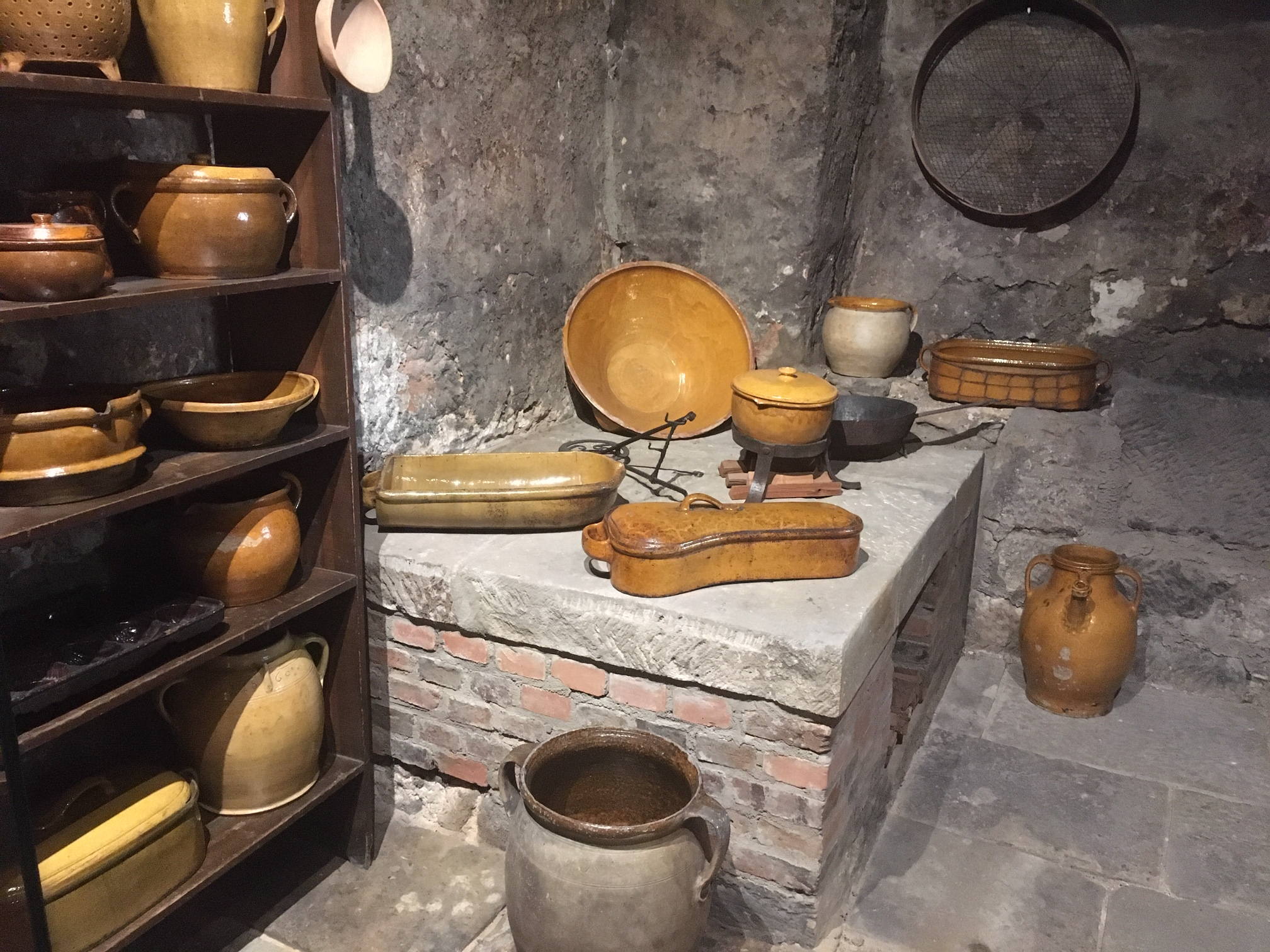
Reconstitution d'une cuisine avec une poêle à lièvre au Töpfermuseum Thurnau (de)

Il existait des poêles à lièvre en céramique, en cuivre, en fonte et émaillés. Beaucoup de récipients en cuivre ont disparu du fait des collectes de métaux pendant la Première Guerre mondiale, ce qui a également réduit le nombre de poêles à lièvre en ce métal,,.
Les poêles à lièvre étaient notamment fabriquées à Thurnau, une commune de foires située dans l'arrondissement de Kulmbach en Haute-Franconie, en Bavière. L'entreprise Freund en a produit à Thurnau de 1784 à 1932.
Les casseroles et poêles à frire de Thurnau n'étaient pas décorées, car elles étaient exposées au feu ouvert. L'émail forme un revêtement vitreux très dur, imperméable à l'eau. La coloration typique jaune miel, soyeuse et brillante, est due à l'utilisation de minerai de plomb et de fer rouge.